# ريتشارد جونسون (صحفي)
ريتشارد جونسون هو فنان وصحفي كندي، ولد في 1966 في فلكرك في المملكة المتحدة.